# Grevillea dolichopoda
Grevillea dolichopoda är en tvåhjärtbladig växtart som först beskrevs av Mcgill., och fick sitt nu gällande namn av P.M. Olde & N.R. Marriott. Grevillea dolichopoda ingår i släktet Grevillea och familjen Proteaceae. Inga underarter finns listade i Catalogue of Life.